# Puri Abarca
Puri Abarca (Mont-ras, 1966) és una periodista i politòloga catalana. Va treballar al diari El Punt del 1989 al 2011. És periodista independent, forma part d'Edicions Baix Empordà i coordina i escriu llibres de temàtica diversa. Coordinadora del Crònica d'un Any de Palafrugell de 2012 a 2024. Col·labora en diversos mitjans escrits, com la Revista de Girona o El Punt Avui. També ha col·laborat amb mitjans audiovisuals, com Televisió de Girona, com a presentadora de programes de debat.

## Llibres
- Ullastret (Quaderns de la Revista de Girona)
- Cruïlles (Quaderns de la Revista de Girona)[1]
- Un passeig per Palafrugell (Quaderns de Palafrugell)
- Àlbum de Records. Begur (Edicions Baix Empordà, coordinadora i coautora)
- Cor de comunista. Josep Colomé Cufí (Edicions Baix Empordà, coordinadora)
- Miquel Ros. Històries en tinta (Edicions Baix Empordà, coautora i coordinadora)
- L'edat d'or del periodisme a Palafrugell (Quaderns de Palafrugell)
- Mont-ras (Quaderns de la Revista de Girona)